# Funció zeta de Matsumoto
En matemàtiques, la funció zeta de Matsumoto és un tipus de funció zeta introduïda per Kohji Matsumoto en 1990. La funció té la forma
{\displaystyle \phi (s)=\prod _{p}{\frac {1}{A_{p}(p^{-s})}}}
on p és un primer i Ap és un polinomi.